# Cat Among the Pigeons
Cat Among the Pigeons (Um Gato Entre os Pombos, no Brasil Poirot e as Jóias do Príncipe, ou Um Gato entre os Pombos, em Portugal) é um romance policial de Agatha Christie, publicado em 1959. 

## Enredo
Há dois meses o príncipe Ali Yusuf tentou deixar seu país (Ramat), onde uma revolução estava a ponto de explodir. No entanto, ele morre quando o avião onde está sofre um acidente. A mando do príncipe, seu amigo de confiança, o inglês Bob Rawlinson, enviara para a Inglaterra uma fortuna em joias valiosíssimas. O serviço secreto inglês e várias outras pessoas põem-se no encalço delas. 

As pistas levam ao Colégio Meadowbank, uma escola só para garotas, onde estudam a princesa Shaista, prima e noiva do príncipe, e a sobrinha de Bob, Jennifer Sutcliffe. Quando eventos misteriosos começam a ocorrer sucessivamente no colégio, o caos se instala.